# Elecciones generales de Turquía de 1939

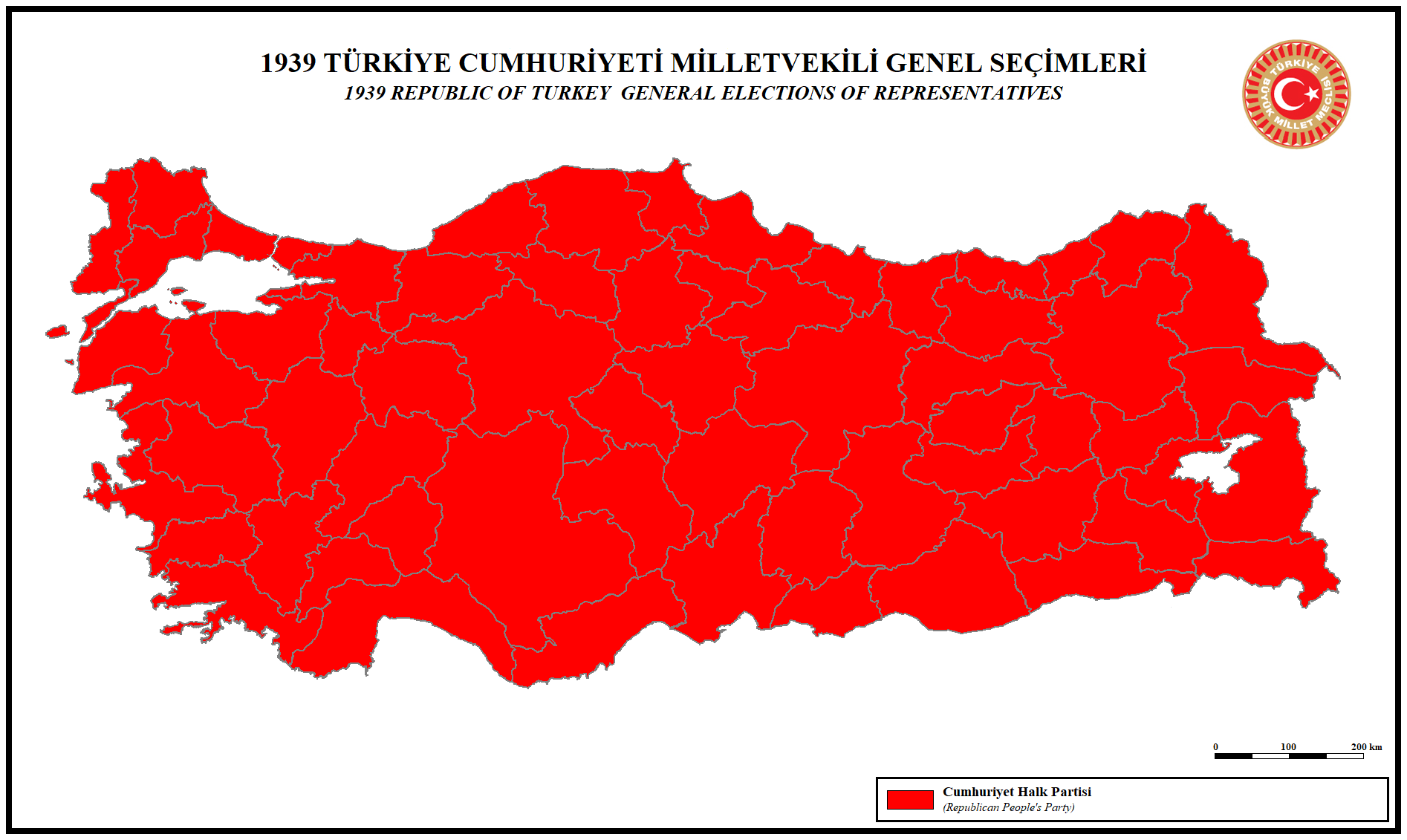

Las elecciones generales se llevaron a cabo en Turquía el 26 de marzo de 1939. El Partido Republicano del Pueblo era el único partido legal del país. La participación fue del 77.8%. Fueron las primeras elecciones tras la muerte de Mustafa Kemal Atatürk.

## Sistema electoral
Las elecciones se llevaron a cabo bajo la ley electoral otomana aprobada en 1908, que preveía un sistema de dos vueltas. En primera vuelta, los votantes eligieron a los electores secundarios (uno para los primeros 750 electores en una circunscripción, a continuación, uno por cada 500 votantes adicionales). En la segunda vuelta los electores secundarios eligieron a los miembros de la Asamblea Nacional de Turquía.

## Resultado presidencial
| Candidato | Candidato   | Partido | Partido                        | # de votos | % de votos     | Votantes habilitados | % de participación |
| --------- | ----------- | ------- | ------------------------------ | ---------- | -------------- | -------------------- | ------------------ |
|           | İsmet İnönü |         | Partido Republicano del Pueblo | 348        | \| \| 100 % \| | 399                  | 87.2               |
|           | 100 %       |         |                                |            |                |                      |                    |